# Gais 1986
Fotbollsklubben Gais spelade säsongen 1986 i division II södra, där man slutade trea. I svenska cupen 1986/1987 slog man IFK Göteborg i åttondelsfinal innan cupen tog paus till året därpå.
Ulf Köhl blev Gais interna skyttekung med sina tolv mål, medan målvakten Sören Järelöv tilldelades Hedersmakrillen som lagets bästa spelare.

## Inför säsongen
Förra årets kvalförlust mot Djurgårdens IF hade svetsat samman Gaislaget, och från fjolårstruppen hade man endast förlorat Lars Mörk, som gick till Gefle IF. Föreningen hade värvat in den före detta landslagsspelaren Tony Persson från Kalmar FF och talangen Michael Bäckegren från Västra Frölunda IF. Till denna säsong var kvalspelet bortplockat – bara seriesegraren tog sig till allsvenskan – och trots att både Mjällby AIF och Trelleborgs FF hade trillat ur Allsvenskan och hamnat i södertvåan var Gais efter den fina fjolårssäsongen favoriter.
Flera av Gais nyckelspelare var dock ur spel vid säsongens inledning – Ulf Köhl var otränad efter en knäoperation under vintern, Steve Gardner var inte matchredo efter sitt benbrott under fjolåret, och nye Michael Bäckegren gick på kryckor. Dessutom var fixstjärnan Samir Bakaou ur slag, trots att han för första gången hade kunnat göra en hel försäsongsträning med laget.

## Seriespel
Gais inledde följaktligen serien svagt. Efter fyra omgångar hade man bara tagit fyra poäng, sedan man i fjärde omgången nått 1–1 mot Västra Frölunda på ett regnigt Ullevi. I matchen därpå ordnade dock Köhl 1–0 borta mot Landskrona Bois, och Gaisfansen vågade hoppas igen. Både Köhl och Bakaou verkade börja hitta formen igen, och Gardner kunde göra ett lovande inhopp i andra halvlek. Då började emellertid ett sällan skådat skadeelände för klubben:
Det började med att Samir Bakaou slet av ett ledband i knäet på träning och försvann för resten av säsongen, och i sjunde omgången fick Ulf Köhl en spark i pungen av Markaryds IF:s målvakt. I åttonde omgången fick målvakten Sören Järelöv en fot i ansiktet mot BK Häcken, och Ralf Jansson fick ställa sig i målet och rädda 0–0. Omgången därpå, i en hemmamatch mot Helsingborgs IF, debuterade målvakten Conny Johansson, men i samma match fick Steve Gardner gå av planen med en lårskada, och Gais förlorade med 0–1.
Köhl och Järelöv återkom dock relativt snart, och Mikael Robertsson flyttades upp i anfallskedjan. Ralf Jansson och Tony Persson klev i Bakaous frånvaro fram som viktiga spelmotorer på mittfältet – spelet blev inte lika elegant som med Bakaou, men laget var ändå effektivt och svårslaget. Backlinjen var helt intakt sedan säsongen 1985, och släppte inte till mycket. Gais spelade tolv matcher utan förlust – tio segrar och nio matcher utan baklängesmål – innan det var dags att möta serieledande Frölunda, som låg tre poäng före i tabellen med fem omgångar kvar att spela.
Det var en vinna eller försvinna-match för Gais, men det var Frölunda som var favoriter. På ett utsålt och regnigt Ruddalens IP fick publiken se en tät och aggressiv match i ett högt tempo. Den första halvleken slutade mållöst, men i den andra tog Gais kommandot. I minut 63 nickade Ralf Jansson i ribban, och bara en minut därefter styrde han upp ett skott från Niclas Sjöstedt i nättaket. Därefter kunde Gais kontrollera matchen, som vanns med 1–0.
Resultatet betydde att Gais bara var en poäng bakom serieledarna, men helgen därpå gjorde man en plattmatch mot Myresjö IF hemma på Ullevi, och släppte in tre mål på sju minuter i andra halvlek. Matchen slutade 2–4 och jakten på Frölunda var i praktiken över. Gais slutade till sist på en tredjeplats – man hade tangerat klubbrekordet på 38 poäng, var obesegrade på bortaplan och hade hållit nollan i hela 17 matcher, men hade ändå både Frölunda och Mjällby före sig i tabellen. På hemmaplan hade Gais inte varit lika stabila – förutom mot Myresjö förlorade man även mot Åtvidabergs FF och Helsingborgs IF. När gästerna backade hem på Ullevi saknades den kreativa motorn Bakaou mer än vad han gjorde på bortaplan, där hemmalaget ofta spelade offensivt och lämnade ytor bakåt åt Gais snabba anfallare.
Gais hade stundtals under säsongen uppvisat allsvensk klass: förutom det trots allt ganska goda resultatet i serien hade man även slagit IFK Göteborg i cupen (se nedan). Publiken svek dock: hemmasnittet landade på blygsamma 1 916 åskådare, en halvering sedan fjolårets propagandafotboll med firma Bakaou/Gardner. Flera av Gais stjärnor uppvaktades dessutom av allsvenska lag och skulle efter säsongens misslyckande pröva vingarna i nya klubbar. Gais "förbannelse" såg ut att leva kvar; klubben verkade dömd att fortsätta i lägre divisioner.

### Tabell
| Nr | Lag                 | S  | V  | O  | F  | GM | IM | MS  | P  |
| -- | ------------------- | -- | -- | -- | -- | -- | -- | --- | -- |
| 1  | Västra Frölunda IF  | 26 | 18 | 6  | 2  | 48 | 11 | +37 | 42 |
| 2  | Mjällby AIF (N)     | 26 | 16 | 7  | 3  | 72 | 24 | +48 | 39 |
| 3  | Gais                | 26 | 15 | 8  | 3  | 42 | 15 | +27 | 38 |
| 4  | Åtvidabergs FF      | 26 | 8  | 13 | 5  | 29 | 31 | −2  | 29 |
| 5  | Kalmar AIK          | 26 | 11 | 4  | 11 | 46 | 42 | +4  | 26 |
| 6  | Landskrona BoIS (U) | 26 | 8  | 9  | 9  | 32 | 34 | −2  | 25 |
| 7  | Trelleborgs FF (N)  | 26 | 9  | 7  | 10 | 32 | 35 | −3  | 25 |
| 8  | Karlskrona AIF (U)  | 26 | 10 | 5  | 11 | 27 | 36 | −9  | 25 |
| 9  | Karlstads BK (U)    | 26 | 8  | 9  | 9  | 31 | 41 | −10 | 25 |
| 10 | Myresjö IF          | 26 | 7  | 9  | 10 | 35 | 25 | +10 | 23 |
| 11 | BK Häcken           | 26 | 7  | 8  | 11 | 29 | 37 | −8  | 22 |
| 12 | Helsingborgs IF     | 26 | 7  | 5  | 14 | 23 | 31 | −8  | 19 |
| 13 | Markaryds IF        | 26 | 3  | 9  | 14 | 29 | 50 | −21 | 15 |
| 14 | Norrby IF           | 26 | 5  | 1  | 20 | 27 | 55 | −28 | 11 |

### Seriematcher
| Lag                | Hemma | Borta |
| ------------------ | ----- | ----- |
| Västra Frölunda IF | 1–1   | 1–0   |
| Mjällby AIF        | 0–0   | 1–1   |
| Åtvidabergs FF     | 1–3   | 1–1   |
| Kalmar AIK         | 1–0   | 3–0   |
| Landskrona BoIS    | 1–0   | 1–0   |
| Trelleborgs FF     | 4–0   | 0–0   |
| Karlskrona AIF     | 4–1   | 2–0   |
| Karlstads BK       | 4–1   | 1–0   |
| Myresjö IF         | 2–4   | 0–0   |
| BK Häcken          | 1–0   | 0–0   |
| Helsingborgs IF    | 0–1   | 1–0   |
| Markaryds IF       | 3–0   | 1–1   |
| Norrby IF          | 5–0   | 3–2   |

### Spelarstatistik
| Spelare              | Matcher | Mål |
| -------------------- | ------- | --- |
| Niclas Sjöstedt      | 26      | 6   |
| Ralf Jansson         | 26      | 4   |
| Mikael Johansson     | 26      | 2   |
| Tony Persson         | 26      | 2   |
| Lallo Fernandez      | 26      |     |
| Lenna Kreivi         | 26      |     |
| Ulf Köhl             | 25      | 12  |
| Mikael Robertsson    | 25      | 6   |
| Robert Zachrisson    | 25      | 1   |
| Sören Järelöv (mv)   | 22      |     |
| Steve Gardner        | 17      | 5   |
| Mikael Blomqvist     | 13      | 1   |
| Jan Lundqvist        | 8       |     |
| Ulf Johansson        | 7       | 2   |
| Thomas Frykberg      | 7       |     |
| Torbjörn Bergström   | 6       |     |
| Fredrik Elofsson     | 6       |     |
| Samir Bakaou         | 5       |     |
| Conny Johansson (mv) | 4       |     |
| Michael Bäckegren    | 2       |     |
| Toni Hultberg        | 1       |     |

## Svenska cupen
Gais hade åkt ur cupen 1985/1986 i åttondel redan hösten 1985, och gick in i den nya cupen i tredje omgången. Man avfärdade under sommaren i tur och ordning Kinna IF, Tanums IF och Högaborgs BK på bortaplan, innan det i åttondelen var dags för ett prestigemöte mot ärkerivalen och det allsvenska topplaget IFK Göteborg. Det var det första tävlingsmötet klubbarna emellan på tio år, och i en regnig match sprang Köhl och Gardner förvånansvärt enkelt ifrån de blivande Uefacupmästarnas försvarare. Gais vann med 3–1 efter mål av Gardner, Tony Persson och Köhl; IFK:s tröstmål gjordes av Tord Holmgren. Cupen tog därefter paus och återupptogs först i maj 1987.

### Matcher
| 3 | 22 juni 1986 | Kinna IF | 1 – 3 | Gais                          |                   |                   |
|   |              |          |       | Ralf Jansson Mikael Johansson | Kinna Publik: 700 | Kinna Publik: 700 |
|   |              |          |       |                               | Kinna Publik: 700 | Kinna Publik: 700 |
|   |              |          |       |                               | Kinna Publik: 700 | Kinna Publik: 700 |

| 4 | 27 juli 1986 | Tanums IF | 0 – 3 | Gais                   |                        |                        |
|   |              |           |       | Ulf Köhl Steve Gardner | Tanumshede Publik: 828 | Tanumshede Publik: 828 |
|   |              |           |       |                        | Tanumshede Publik: 828 | Tanumshede Publik: 828 |
|   |              |           |       |                        | Tanumshede Publik: 828 | Tanumshede Publik: 828 |

| 5 | 13 augusti 1986 | Högaborgs BK | 1 – 2 | Gais                       |                           |                           |
|   |                 |              |       | Ralf Jansson Steve Gardner | Helsingborg Publik: 1 093 | Helsingborg Publik: 1 093 |
|   |                 |              |       |                            | Helsingborg Publik: 1 093 | Helsingborg Publik: 1 093 |
|   |                 |              |       |                            | Helsingborg Publik: 1 093 | Helsingborg Publik: 1 093 |

| 8-del | 27 augusti 1986 | Gais                                | 3 – 1      | IFK Göteborg  | Ullevi                 |                        |
|       |                 | Steve Gardner Tony Persson Ulf Köhl | (2 – 0) DN | Tord Holmgren | Göteborg Publik: 6 040 | Göteborg Publik: 6 040 |
|       |                 |                                     |            |               | Göteborg Publik: 6 040 | Göteborg Publik: 6 040 |
|       |                 |                                     |            |               | Göteborg Publik: 6 040 | Göteborg Publik: 6 040 |